# Dojo de la Montagne Sainte-Geneviève

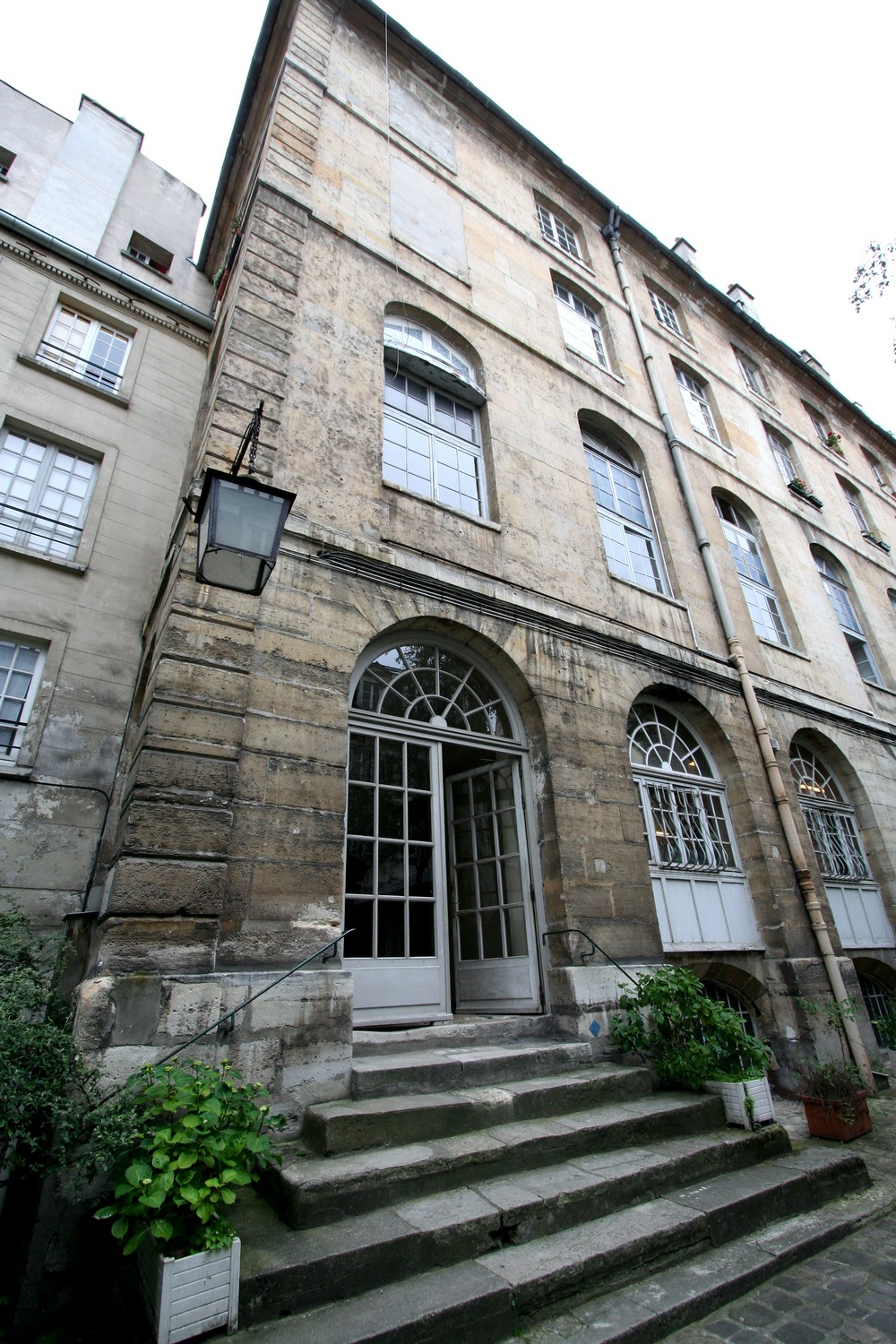
Fondé en 1953, le Dojo de la Montagne Sainte-Geneviève est un des plus anciens clubs d'Arts Martiaux d'Europe.

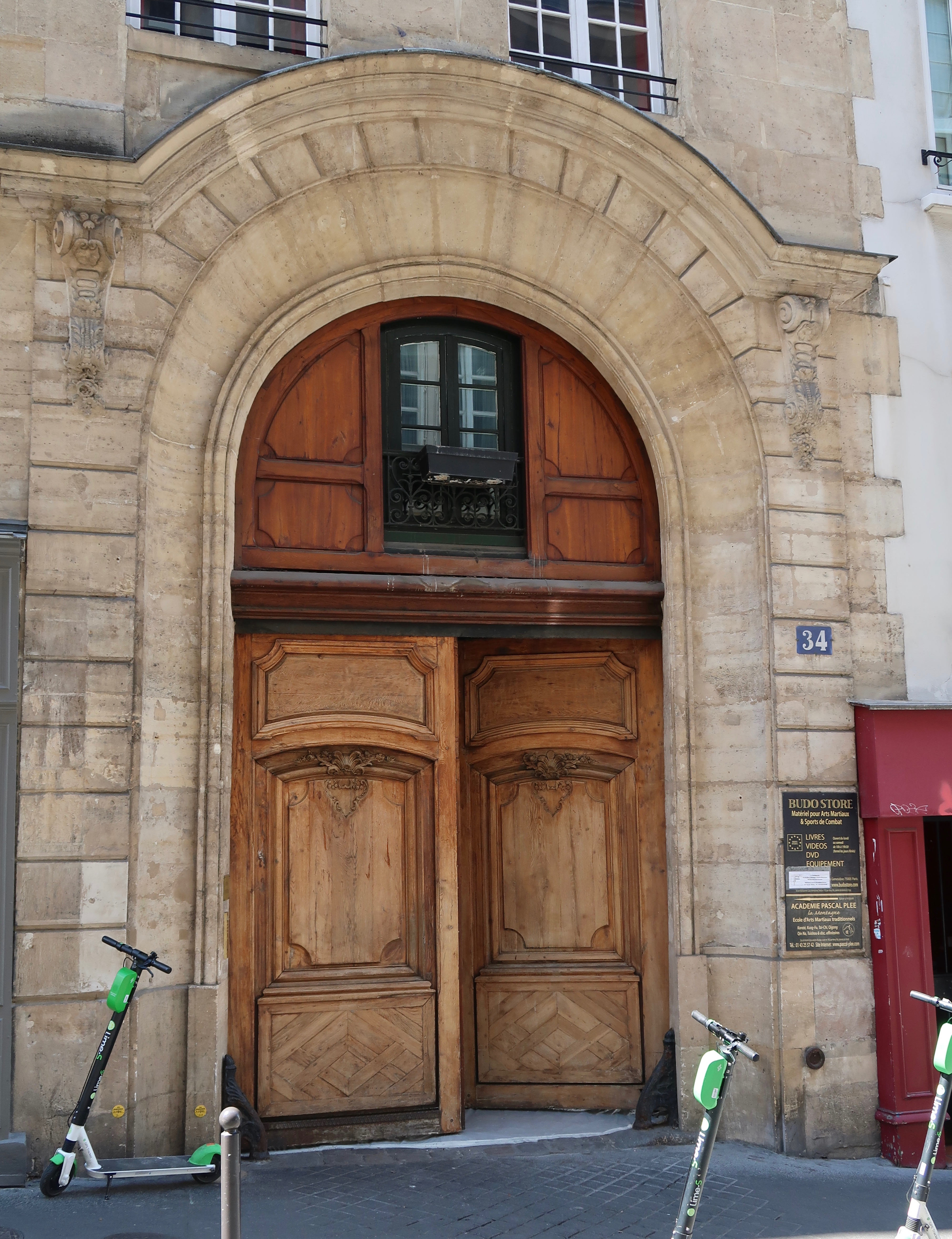
Situé au 34 de la rue de la Montagne-Sainte-Geneviève, dans le 5e arrondissement de Paris, sur la Montagne Sainte-Geneviève.

Le dojo de la Montagne Sainte-Geneviève est un dojo célèbre et un des plus anciens clubs d'arts martiaux d'Europe. Il se trouve au 34 de la rue de la Montagne-Sainte-Geneviève, dans le 5e arrondissement de Paris, sur la Montagne Sainte-Geneviève. Ses noms originels ont été le KCF (Karaté Club de France), puis l'AFAM (Académie Française d'Arts Martiaux), le Shobudo et AAMM (l'Académie d'Arts Martiaux de la Montagne). Le nom utilisé par les anciens de l'époque du début du Karaté en France est "La Montagne" en rapport avec la rue de la Montagne Sainte Geneviève.

## Historique
Le dojo est également connu sous les noms suivants :
- Dojo de la Montagne
- Académie d'Arts Martiaux de la Montagne
- Club de la Montagne Sainte-Geneviève
- Académie Pascal Plée

Il a été fondé en 1953 par Maître Henry Plée (1923-2014), 10e dan et pionnier du Karaté en Europe, avec pour la première fois à l'époque, les quatre arts martiaux de base représentés : Judo, Karaté, Aïkido et Kendo.
Il y fit venir plus de 17 experts japonais et chinois comme Hiroo Mochizuki (2e dan Shotokan) , Tetsuji Murakami (2e dan Shotokan) en 1958, Tsutomu Ōshima (3e dan Shotokan) en 1959, Mitsusuke Harada (élève du Maître Shigeru Egami, 4e dan Shotokai) , Taiji Kase (5e dan) en 1967, Hiroshi Shirai (5e dan) , Keinosuke Enoeda (5e dan)  ou encore Tsuneyoshi Ogura afin d'apprendre de nouvelles techniques et de progresser.
Il a transmis le dojo à son fils aîné en 2001, Pascal Plée, qui y enseigne le Karaté Shotokan, les Kung-Fu du Long Poing et de la Grue Blanche, le Qin Na, le Tai-Chi Chuan style Yang, le Tuishou et le Qigong, et a représenté en France le Maître Yang Jwing Ming, expert en Arts Martiaux chinois et en Qigong, de 1994 à 2009.